# Alcántarský most
Alcántarský most (španělsky Puente de Alcántara) je starořímský most ve španělském městě Alcántara, přesněji asi 400 metrů od něj.

## Historie
Od mostu pochází název města Alcántara. Jméno mostu je odvozeno od arabského al-Qantarah (القنطرة), což znamená „oblouk“.
Kamenný most se šesti oblouky byl postaven přes řeku Tajo v letech 104 až 106 na příkaz římského císaře Traiana v tehdejší římské provincii Lusitania. Most původně měřil 190 metrů, dnes 181,7 metru. Rozpětí nejmenšího oblouku je 13,6 metru, největšího 28,8 metru. Byl postaven na náklady 12 lusitánských obcí, jejichž jména jsou zvěčněna na nápisu na mostě (mosty na území Římské říše nepatřily jednotlivým městům, ale regionům). Most utrpěl v průběhu let více škod válkou než živly. Maurové zničili jeden z oblouků v roce 1214. Dostaven byl až v roce 1543. Další oblouk, na severozápadní straně, byl zničen v roce 1760 Španěly, aby zastavili vojenský postup Portugalců. Byl opraven v roce 1762 Karlem III. V roce 1809 však byl znovu vyhozen do povětří Wellingtonovými vojáky pokoušejícími se zastavit Napoleonovu armádu. V roce 1819 byl most částečně opraven, ale byl znovu poničen v roce 1836 karlisty. V roce 1860 proběhla rekonstrukce za použití maltového zdiva. Po dokončení nedaleké přehrady José María de Oriola, která umožnila odvodnění koryta řeky, byly v roce 1969 hlavní pilíře kompletně opraveny.